# Університетська вулиця (Мелітополь)
Вулиця Університетська — (до 14 квітня 2016 року вулиця Свердлова) розташована в центрі Мелітополя. Починається від Соборної площі йде на захід, перетинаючи проспект Богдана Хмельницького і вулицю Воїнів-Інтернаціоналістів, закінчується біля залізниці.

## Історія
В кінці XIX століття вулиця називалася Маріїнської вулицею або Маріїнським проспектом. 
У 1899 році на початку вулиці біля базарної площі (зараз — площа Соборна) був побудований собор Олександра Невського.
25 жовтня 1921 року, в першій післяреволюційної хвилі перейменувань, Маріїнська вулиця була перейменована на вулицю Свердлова. 
У 1936 році собор Олександра Невського був зруйнований, і тепер на його фундаменті побудований критий павільйон Центрального ринку.
У роки німецької окупації вулиця була перейменована в Поштову.
14 квітня 2016 року рішенням Мелітопольської міської ради № 60/3 вулиця Свердлова перейменована у вулицю Університетську.
7 квітня 2023 року, під час Російського вторгнення в Україну, російська окупаційна влада Мелітополя видала наказ про переменування вулиці на вулицю Дар'ї Дугіної, на честь Дар'ї Олександрівни Дугіної (1992—2022), російської журналістки та пропагандистки, доньки ідеолога «російського світу» Олександра Дугіна, автомобіль якої був підірваний під час російського вторгнення в Україну у 2022 році.

## Об'єкти
- Автостанція № 2
- Центральний ринок
- Ринок «Зразковий»[6]
- Міське відділення зв'язку
- Завод «Гідромаш»